# Andělský mlýn
Andělský mlýn (Horní, Engelsmühle) v Mašovicích v okrese Znojmo je bývalý vodní mlýn, který stojí na Mašovickém potoce východně od obce a mašovického dvora v Mločím údolí. V letech 1958–1987 byl chráněn jako nemovitá kulturní památka České republiky.

## Historie
Mlýn je v písemných pramenech zmíněn roku 1618 s tím, že je uvedena i jeho předchozí existence, kdy byl v majetku znojemských křižovníků. V letech 1629–1664 mlynář odváděl ročně 1 zlatý a 6 kr. V letech 1694–1695 nechal probošt Frendl mlýn a vodní dílo přestavět za 286 zlatých; z té doby pochází kartuš s proboštským znakem nad vchodem. V roce 1831 došlo k nejnutnějším stavebním úpravám a k opravě vodního díla, byla vyzděna lednice, zaklenut odtokový kanál, pořízeno nové vodní kolo, vantroky a zastřešení kola doškovou střechou. Koncem 19. století mlynář při mlýně zřídil výletní hostinec. Během 20. století bylo mletí zastaveno.

## Popis
Pozdně renesanční mlýn má dochovanou sgrafitovou výzdobu. Voda na vodní kolo vedla náhonem. V 16. století měl mlýn dvě vodní kola s dvěma složeními.

## Okolí mlýna
Kolem mlýna vedou turistické značené trasy  4524 ze Znojma do Gránice a  7548 z Mašovic do Podmolí.